# Pirozhki

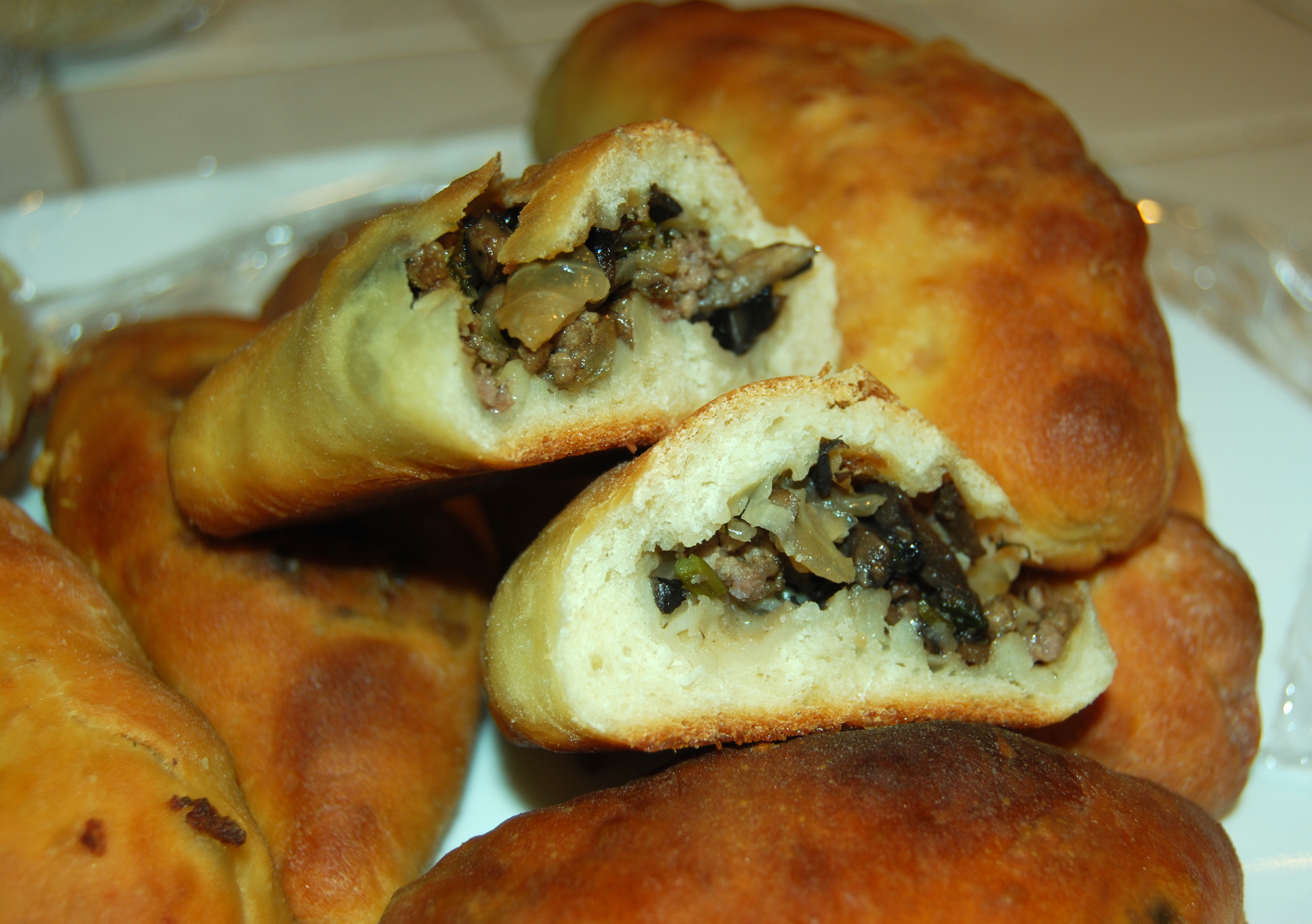
Pirozhki

Pirozhki (em russo: пирожки; no singular: пирожок, pirozhok; o "zh" se pronuncia como o "j" português) são pãezinhos, assados no forno ou fritos, recheados com carne, vegetais, ou outros ingredientes, originários da Rússia, mas populares em toda a Europa Oriental, incluindo os Balcãs e a Grécia, e da região báltica até à Ásia Central.
Não confundir com pierogi, que são a versão polaca dos pelmeni russos (embora na Letónia os pirozhki sejam conhecidos como “pīrāgi”).  Os pirozhki podem igualmente ter um recheio doce. 